# 克恩湖 (加利福尼亞州)
克恩湖（英語：Kern Lake）是位於美國加利福尼亞州克恩縣的一個非建制地區。該地的面積和人口皆未知。

## 地理
克恩湖的座標為35°08′24″N 119°04′29″W / 35.14000°N 119.07472°W，而該地的平均海拔高度為86米（即282英尺）。